# Gemeentelijke herindelingsverkiezingen in Nederland 2016
De gemeentelijke herindelingsverkiezingen in Nederland 2016 waren tussentijdse verkiezingen voor een Nederlandse gemeenteraad die gehouden werden op 23 november 2016.
De verkiezingen werden gehouden in drie gemeenten die betrokken waren bij een herindelingsoperatie die op 1 januari 2017 werd doorgevoerd.
De volgende gemeenten waren bij deze verkiezingen betrokken:
- de gemeenten Schijndel, Sint-Oedenrode en Veghel: samenvoeging tot een nieuwe gemeente Meierijstad[1]

In de gemeente Meierijstad zijn de reguliere gemeenteraadsverkiezingen van 21 maart 2018 niet gehouden.
Door deze herindeling daalde het aantal gemeenten in Nederland van 390 naar 388.